# وادي قرين الثماد
وادي قرين الثماد أحد وديان العراق يقع اقصى الشمال الغربي في بادية السماوة في محافظة المثنى وتقع اجزاء منه من جهه الغرب في بادية محافظة النجف جنوب العراق، يعتبر حوض وادي قرين الثماد من أحواض الوديان الجافة والمهمة في بادية العراق الجنوبية، جغرافيا يقع حوض وادي قرين الثماد ضمن الحدود الطبيعية للهضبة الغربية
ويحده من جهة الشرق حوض وادي أبو جلود ومن الجنوب تحده اجزاء قليلة من وادي أبو مريس يجري وينتهي في داخل البادية وينحدر من الجنوب الغربي إلى الشمال الشرقي ويظهر حوضه بشكل متعرج ومنحني.